# Melanodolius congoensis
Melanodolius congoensis är en stekelart som först beskrevs av Günther Enderlein 1919.  Melanodolius congoensis ingår i släktet Melanodolius och familjen brokparasitsteklar. Inga underarter finns listade i Catalogue of Life.